# Penny Busetto
Penny Busetto est une écrivaine sud-africaine et auteure du roman The Story of Anna P, as Told by Herself.

## Biographie

### Vie privée et formation
Busetto nait en 1966, à Durban en Afrique du Sud, et grandit au Cap.Elle déménage en Italie à l'âge de 17 ans, où elle étudie et se marie. Elle revient au Cap en 1996, où elle vit avec son fils.
Elle poursuit son doctorat en anglais et en psychologie. 

### Parcours littéraire
En 2014, elle publie un roman intitulé The Story of Anna P, as Told by Herself.
Elle reçoit le prix littéraire de l'Union européenne en 2013, et le Prix de l'Université de Johannesburg (en) 2014. Elle est présélectionnée en 2016 pour le Prix Etisalat de littérature.

### Publication
- (en) The story of Anna P, as Told by Herself, Jacana Media, 2014, 224 p. (ISBN 9781431410194)

## Récompenses
- 2013 : Prix littéraire de l'Union européenne[5]
- 2014 : Prix de l'Université de Johannesburg[8]